# Meloe franciscanus
Pour les articles homonymes, voir Méloé.
Espèce
Meloe franciscanus est une espèce d'insectes de l'ordre des coléoptères, vivant dans les milieux désertiques du sud-ouest des États-Unis. C'est un parasite de l'abeille solitaire Habropoda pallida.

## Mode de propagation
Ses larves sont appelées triongulins du fait qu'elles possèdent des griffes en forme de tridents. Les coléoptères pondent leurs œufs dans des galeries au pied d'un astragale (Astragalus lentiginosus) que butine une abeille solitaire de l'espèce Habropoda pallida. Après éclosion, les larves se regroupent en amas (jusqu'à 2 000 animaux) sur les tiges de l'astragale, au niveau des fleurs visitées. Les amas ont l'allure, de par leur forme et leur couleur, de la femelle d'Habropoda pallida. En outre, les larves produisent une substance analogue à la phéromone de l'abeille femelle, attirant un mâle qui effectue avec l'amas une pseudocopulation. En deux secondes à peine, les triongulins peuvent s'accrocher aux soies de l'abeille. Puis, lors d'une véritable copulation, les triongulins passent sur le corps de l'abeille femelle qui les conduit jusqu'à son nid, où les coléoptères peuvent se nourrir de miel jusqu'à leur métamorphose, quelques semaines plus tard. Ce type de comportement est appelé cleptoparasitisme.

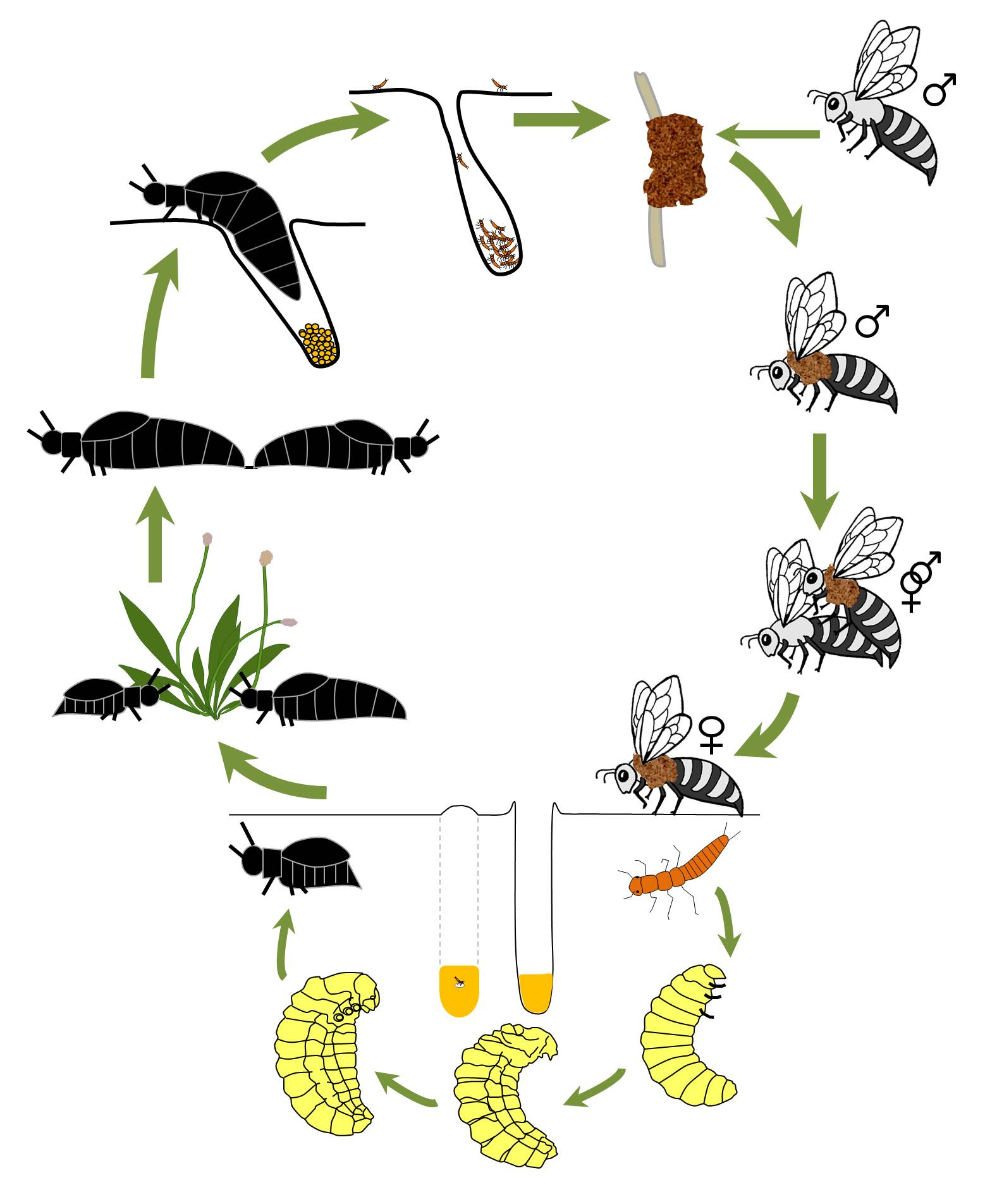
Meloe franciscanus cycle de vie